# Sepp Schindler
Sepp Schindler (* 14. Dezember 1922 in Wien; † 21. Juni 2012 in Salzburg) war ein österreichischer Psychoanalytiker und Hochschullehrer. Er gilt in Österreich als „Vater der Bewährungshilfe“.

## Leben
Er wurde geboren als einziges Kind eines Kanzleiangestellten und einer gelernten Erzieherin. Geprägt wurde er durch die Mitgliedschaft in der Katholischen Jugend, der er auch während der NS-Zeit angehörte. Er wurde nach dem Einmarsch der Nationalsozialisten zum Reichsarbeitsdienst und kurz darauf zur deutschen Wehrmacht eingezogen. 1945 leistete er als Gefreiter Wehrdienst in Säben. Bei Kriegsende konnte er auf einem Bauernhof Aufnahme finden und dort arbeiten, ehe er sich nach Wien durchschlug. Sodann inskribierte er an der Universität Wien, wobei er zunächst Philosophie und danach Psychologie studierte. 1949 schloss er sein Studium mit dem Doktorat bei Hubert Rohracher ab, das Themas seiner Dissertation lautete: „Psychische Nachwirkungen des Krieges bei Jugendlichen.“ 1969 erwarb er an der Universität Salzburg die Venia legendi mit einer Arbeit zu „Vorsätzliche Körperverletzung – zur Psychologie der Aggressionshandlungen Jugendlicher“. In dieser Zeit unterzog er sich auch einer Lehranalyse bei Igor A. Caruso.

## Berufliche Tätigkeit
Ab 1952 war er im Bereich der Justizverwaltung in der Bundesanstalt für Erziehungsbedürftige in Kaiser-Ebersdorf als Psychologe für „schwierige“ Jugendliche tätig. Nach dem Zweiten Weltkrieg stieg die Jugendkriminalität in Österreich sprunghaft an. Die gesellschaftliche Reaktion darauf bestand vor allem in Wegsperren der Jugendlichen, ohne weitere Betreuung. 1952 kam es in Kaiser-Ebersdorf zu einem Aufstand der „Zöglinge“, der durch massiven Polizeieinsatz beendet wurde. Sepp Schindler, der die unmenschlichen Bedingungen selbst erlebt hatte, begann nach Alternativen in der Behandlung straffällig gewordener Jugendlicher zu suchen. In der Folge wurden hier vermehrt Pädagogen und Psychologen eingesetzt. 1957 gründete er in Wien die „Arbeitsgemeinschaft Bewährungshilfe“, die er zunächst auch leitete. Diese Arbeit wird heute von dem Verein Neustart fortgesetzt.
1973 wechselte er mit Unterstützung durch Wilhelm Revers und Igor A. Caruso als a.o. Univ.-Prof. an die Universität Salzburg, wobei er ein Extraordinariat für „Sozialisation und Entwicklungspsychologie“ übernahm. Hier entwickelte er mit seinen Arbeiten zur prä- und perinatalen Psychologie seinen zweiten Forschungsschwerpunkt. Er untersuchte vor allem vorgeburtliche Lernprozesse sowie Maßnahmen der Geburtsvorbereitung und zur Gestaltung der Geburtssituation im Hinblick auf die Prävention von Entwicklungsstörungen. Er war überzeugt, dass kriminelle Karrieren wesentlich durch ungünstige Sozialisationsbedingungen in der Pränatalzeit ihren Ursprung haben können. Er war Mitglied der von Gustav Hans Graber 1971 gegründeten Internationalen Gesellschaft für Pränatale und Perinatale Psychologie und Medizin und wurde 1976–1983 deren Präsident. Er setzte sich dabei für einen naturwissenschaftlichen Zugang (Medizin, Embryologie, Evolutionsbiologie etc.) zu dem Thema ein, ohne aber psychoanalytische Sichtweisen zu vernachlässigen.
Durch seine Arbeit in der Bewährungshilfe hat er die Notwendigkeit einer Reflexion der beruflichen Tätigkeit erkannt. 1981 begründete er deshalb den ersten universitären Hochschullehrgang für Supervision in Österreich; damit hat er die Entwicklung einer professionellen Supervision entscheidend geprägt.

## Privates
Sepp Schindler war seit 1964 mit Elfriede Schindler (* 1932 in Kärnten) verheiratet; das Paar hatte eine Tochter und zwei Söhne.

## Ehrungen
- Goldenes Ehrenzeichen für Verdienste um die Republik Österreich

## Werke
- Theodor F. Hau, Sepp Schindler (Hrsg.): Pränatale und perinatale Psychosomatik. Richtungen, Probleme, Ereignisse. Hippokrates Verlag, Stuttgart 1996, ISBN 3-7773-0526-X.
- Horst Nickel, Sepp Schindler (Hrsg.): Ökopsychologie der Entwicklung im frühen Kindesalter. (Tagung Bern 1987). (= Salzburger Sozialisationsstudien). Universität Salzburg,  Salzburg 1987.
- Sepp Schindler: Bewährungshilfe. Konzept, Methoden, Institutionen. (= Salzburger Sozialisationsstudien. Band 7). Universität Salzburg, Salzburg 1984.
- Sepp Schindler, H. Zimprich (Hrsg.): Ökologie der Perinatalzeit. Hippokrates Verlag, Stuttgart 1983, ISBN 3-7773-0603-7.
- Sepp Schindler (Hrsg.): Geburt. Eintritt in eine neue Welt. Beitrag zu Ökologie der perinatalen Situation. Hogrefe-Verlag, Göttingen 1982, ISBN 3-8017-0177-8.